# Лореш
Ло́реш (порт. Loures; МФА: [ˈɫo.ɾɨʃ], Ло́риш) — муніципалітет і місто в Португалії, в окрузі Лісабон. Розташований у західній частині країни, на березі Атлантичного океану, на теренах історичної португальської провінції Ештремадура. Належить до Лісабонського патріархату Католицької церкви в Португалії. Права міського самоврядування має з 1886 року. Поділяється на 10 парафій. За адміністративним поділом, чинним до 1976 року, був складовою провінції Ештремадура. Площа муніципалітету — 167,24 км², населення муніципалітету — 205054 ос. (2011); густота населення — 1226,11 осіб/км²
. Патрон — Діва Марія. Святковий день муніципалітету — 26 липня. Поштовий індекс — 2670.  Код місцевої адміністративної одиниці — 1107. Складова статистичного регіону Лісабон.

## Географія
Лореш розташований на заході Португалії, на південному сході округу Лісабон.
Лореш межує на півночі з муніципалітетом Арруда-душ-Вінюш, на сході — з муніципалітетом Віла-Франка-де-Шира, на південному сході — з муніципалітетом Лісабон, на південному заході — з муніципалітетом Одівелаш, на заході — з муніципалітетом Сінтра, 
на північному заході — з муніципалітетом Мафра.

## Історія
Муніципалітет було утворено ще 26 липня 1886 року. Територія та кількість населення муніципалітету зменшились 19 листопада 1997 року, коли сім південно-східних громад (парафій) було передано новоствореному муніципалітету Одівелаша.
На даний час існує громадська думка за створення нового муніципалітету з центром у місті Сакавень, яка особливої сили набула з утворенням Одівелашського муніципалітету.
В історії Лоуреша важливою подією стало проголошення першої республіки у 1910 — сталося це 4 жовтня, коли республіканці міста проголосили встановлення нового режиму в країні.

## Населення
| Кількість мешканців | Кількість мешканців | Кількість мешканців | Кількість мешканців | Кількість мешканців | Кількість мешканців | Кількість мешканців | Кількість мешканців | Кількість мешканців | Кількість мешканців | Кількість мешканців | Кількість мешканців | Кількість мешканців | Кількість мешканців | Кількість мешканців |
| ------------------- | ------------------- | ------------------- | ------------------- | ------------------- | ------------------- | ------------------- | ------------------- | ------------------- | ------------------- | ------------------- | ------------------- | ------------------- | ------------------- | ------------------- |
| 1864                | 1878                | 1890                | 1900                | 1911                | 1920                | 1930                | 1940                | 1950                | 1960                | 1970                | 1981                | 1991                | 2001                | 2011                |
| 16 542              | 17 412              | 20 681              | 21 454              | 25 430              | 25 831              | 29 101              | 35 060              | 50 440              | 102 124             | 166 167             | 276 467             | 322 158             | 199 059             | 205 054             |

З таблиці видно, що між 1991 та 2004 роками населення району зазнало значного зменшення — пов'язано це насамперед з утворенням у 1998 році району Одівелаша на місці 7 муніципальних громад, що до того належали муніципалітету Лоуреша.
Для населення Одівелаша характерним є наявність великої кількості вихідців із колишніх португальських колоній — Анголи та Кабо-Верде, які масово почали прибувати до Португалії у 70-х роках минулого століття. У районі також проживає одна з найбільших українських громад країни.

## Парафії

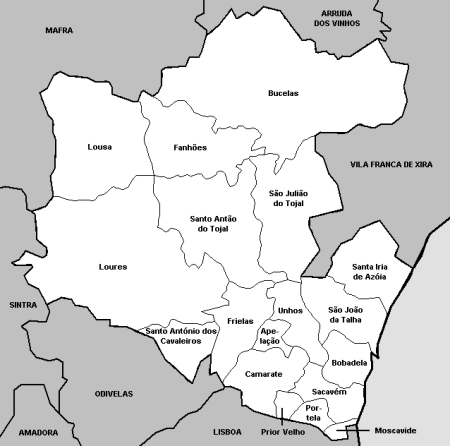
Парафії

- Апеласан
- Бобадела
- Буселаш
- Камарате
- Лореш
- Лоза
- Мошкавіде
- Сакавен
- Санта-Ірія-де-Азойя
- Санту-Антан-ду-Тожал
- Сан-Жуан-да-Таля
- Сан-Жуліан-ду-Тожал
- Портела
- Пріор-Велю
- Санту-Антоніу-душ-Кавалейруш
- Унюш
- Фаньойнш
- Фрієлаш

## Економіка, побут, транспорт
Місто як і муніципалітет в цілому має добре розвинуту транспортну мережу, з'єднане з Лісабоном залізницею (Лінія Азамбужі), платними швидкісними автомагістралями (А-1, A-8). У наш час[коли?] ведуться роботи по продовженню Червоної лінії Лісабонського метро до міжнародного аеропорту «Портела», яка проходитиме через селище Мошкавіде. Існує також проєкт будівництва відгалуження цієї лінії метро до міста Сакавень.